# 팬 아트

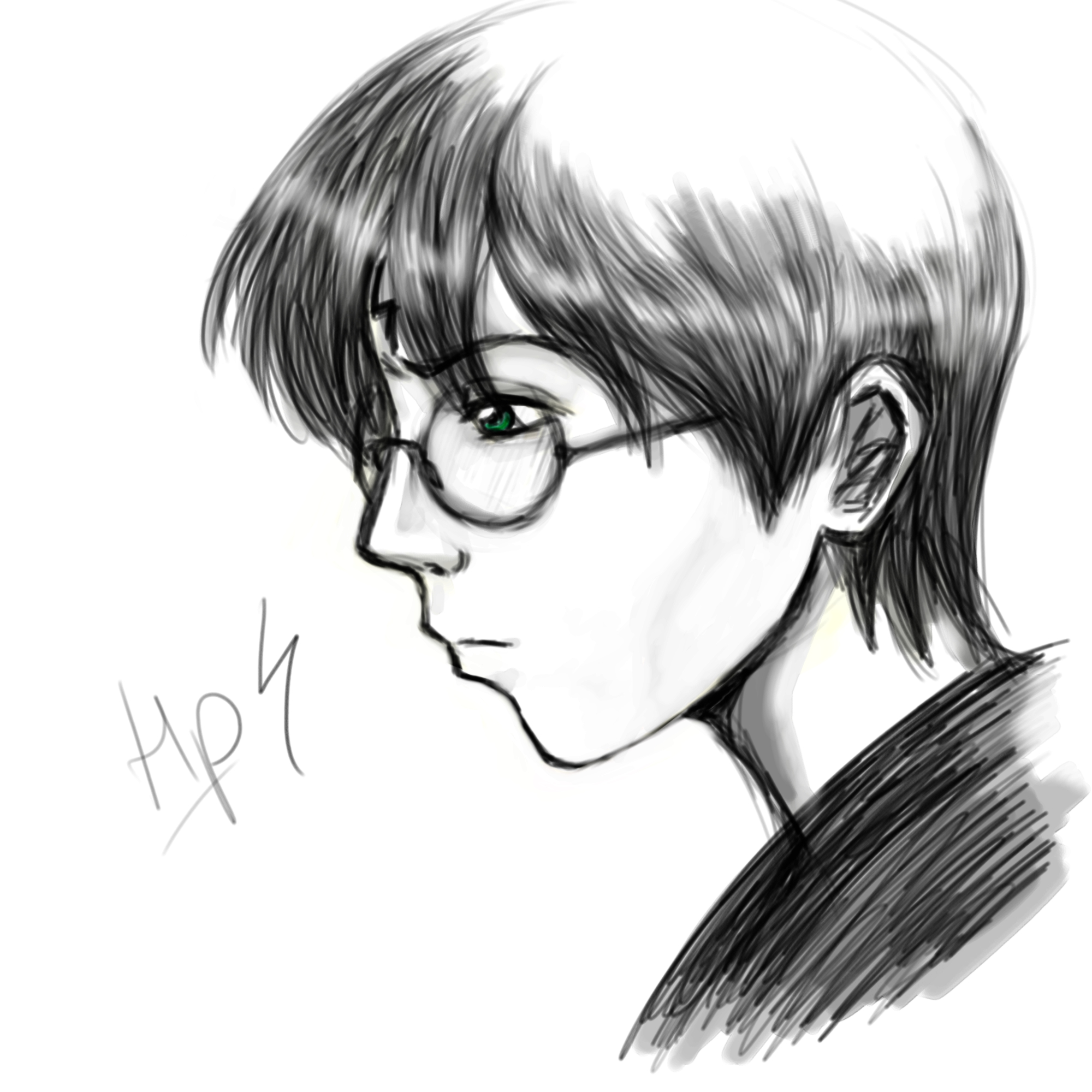
해리 포터의 팬 아트

팬 아트(fan art or fanart)는 허구(주로 만화, 영화, 텔레비전 시리즈, 비디오 게임 등)에서 팬들에 의해 등장인물 등의 측면에서 원작과 달라진 미술 작품이다. '팬 아티스트'들은 원작의 등장인물, 의상, 상품, 이야기 등을 따라 그리기도 하며, 이야기를 창작하기도 한다. 팬 아트는 다루어지는 원작의 창작자들에 의해 창작되지도, 주문이나 지원을 받지도 않은 미술 작품들을 가리킨다.
과학 소설 팬덤에서는 다른 의미로 사용되는데, 여기에서의 팬 아트는 팬 아티스트들이 과학 소설 또는 판타지 분야의 작품들을 창작(파생된 것이 아니다)하여, 동인지나 팬 잡지, 과학 소설 전람회 등에서 저가 또는 비영리로 등장시키는 것이다. 휴고상 최고의 팬 아티스트 부문은 1967년부터 이 분야의 작가들에게 수여되고 있다. 팬 픽션에서와 같이(더 적은 범위에서긴 하지만), 이러한 정의는 위에서 서술된 더 최근의 용례와 종종 혼동되곤 한다.

## 형태
팬 아트는 다양한 형태를 취할 수 있다. 통상의 그림들에 더해, 팬 아티스트들은 웹 배너, 아바타, 그래픽 디자인, 웹 애니메이션, 사진 모음, 포스터, 원작에서 나온 대사들이나 등장인물들을 재해석하여 예술적으로 표현한 작품들을 만들 수 있다.
디지털 화상 처리와 인터넷의 확산은 팬 아트의 범위와 접근성을 대폭 확대했다. 미국의 텔레비전 프로듀서 브라이언 코니츠코(Bryan Konietzko)는 2013년에 이렇게 적었다:
"나는 아바타 때 2005년–2008년를 회상해 본다... 우리가 받는 보통의 팬 아트는 봉투에 든, 매력적이고 아이 같은 크레용 그림이었다. 요즘 코라에서는, 내가 폰으로 왜곡된 스크린샷 사진을 찍어서 올리면, 그 직후 누군가 스크린샷을 복원해서, 잘라 내고, 등장인물들을 구분하고, 배경을 복사하고, 확대한 후 여러 레이어로 만들고, 등장인물들이 눈을 깜빡이며 말하는 애니메이션을 만들고, 색조를 더하고, GIF로 만들어서, 나는 내가 원작의 사진을 찍은 그 폰으로 그것을 보게 된다. 시대가 변하고 있다..."

## 논란
팬 아트의 특성으로 인해, 이에 대한 주제에서는 여러 논쟁적인 면들이 있다. 팬 아트에 대한 가장 기본적인 논란 중 하나는 애초에 이것이 예술으로서의 가치가 있는가이다. 미술계의 몇몇 인물들은 팬 아트가 타인의 원작에 기반했으므로, "예술"으로서의 자격이 없다고 믿는다. 예술에 대한 이들의 정의는 작품은 반드시 예술자의 표현물이어야 하며, 이미 존재하는 매체에서 파생된 작품은 이에 해당하지 않는다는 것을 수반한다. 이에 대한 반론으로 팬 아티스트들이 그들의 창작물에 그들 각각의 개성을 더한다는 주장이 있다. 비록 구상은 타인의 것에서 파생될 수 있지만, 내용물은 다른 예술 작품과 동등하게 개성 있고 표현적이라는 것이다.

## 같이 보기
- 룰 34